# اچ.آی.اس (آژانس مسافرتی)
اچ. آی. اس (انگلیسی: H.I.S.) یک آژانس مسافرتی مستقر در Shinjuku Oak Tower در نیشی-شینجوکو، شینجوکو، توکیو، ژاپن و متخصص در تورهای کم هزینه است.
اچ. آی. اس دارای ۳۰۳ شعبه در سراسر کشور ژاپن و ۱۸۵ شعبه در ۱۲۴ شهر در سراسر جهان است. این شرکت دارای دو هتل در استرالیا با نام‌های هتل اسپا کوئینزلند و هتل واترمارک بریزبن است.
این شرکت بانک کشاورزی خان مغولستان را با هدف افزایش گردشگری ژاپن به مغولستان خریداری کرده‌است. اچ. آی. اس همچنین مالک ۴۰ درصد از سهام بانک روسی Solid Bank است.
هتل هن نا (Henn na) متعلق به اچ. آی. اس در ساسبو، استان ناکازاکی، به عنوان «اولین هتل مجهز به ربات» در جهان در کتاب رکوردهای گینس ثبت شده است. هتل هن نا که در زبان ژاپنی به معنای «هتل عجیب» است، در ژوئیه ۲۰۱۵ به روی عموم باز شد. این هتل روباتی درجه یک دارای ۱۴۴ اتاق و ۱۸۶ کارمند رباتیک است که برخی از آنها چند زبانه (ژاپنی، انگلیسی، چینی، کره ای) هستند.